# Mot strömmen
Mot strömmen (fransk originaltitel: À rebours) är en fransk, naturalistisk roman, skriven av Joris Karl Huysmans och utgiven 1884. Den första svenska översättningen av Ingrid Ekman publicerades 1946 men är ofullständig, då delar av kapitel 7 fattas, eftersom dessa ansågs religiöst stötande. En fullständig svensk översättning av Elias Wraak utkom 2004. Romanen handlar om den överkultiverade ädlingen Jean des Esseintes äckel över sin samtid på 1800-talet, och dennes flykt in i en artificiell, överestetiserad värld. Mot strömmen kom att kallas dekadenternas bibel av bland andra Oscar Wilde.